# アレクサンダー・マクシミリアン・ザイツ

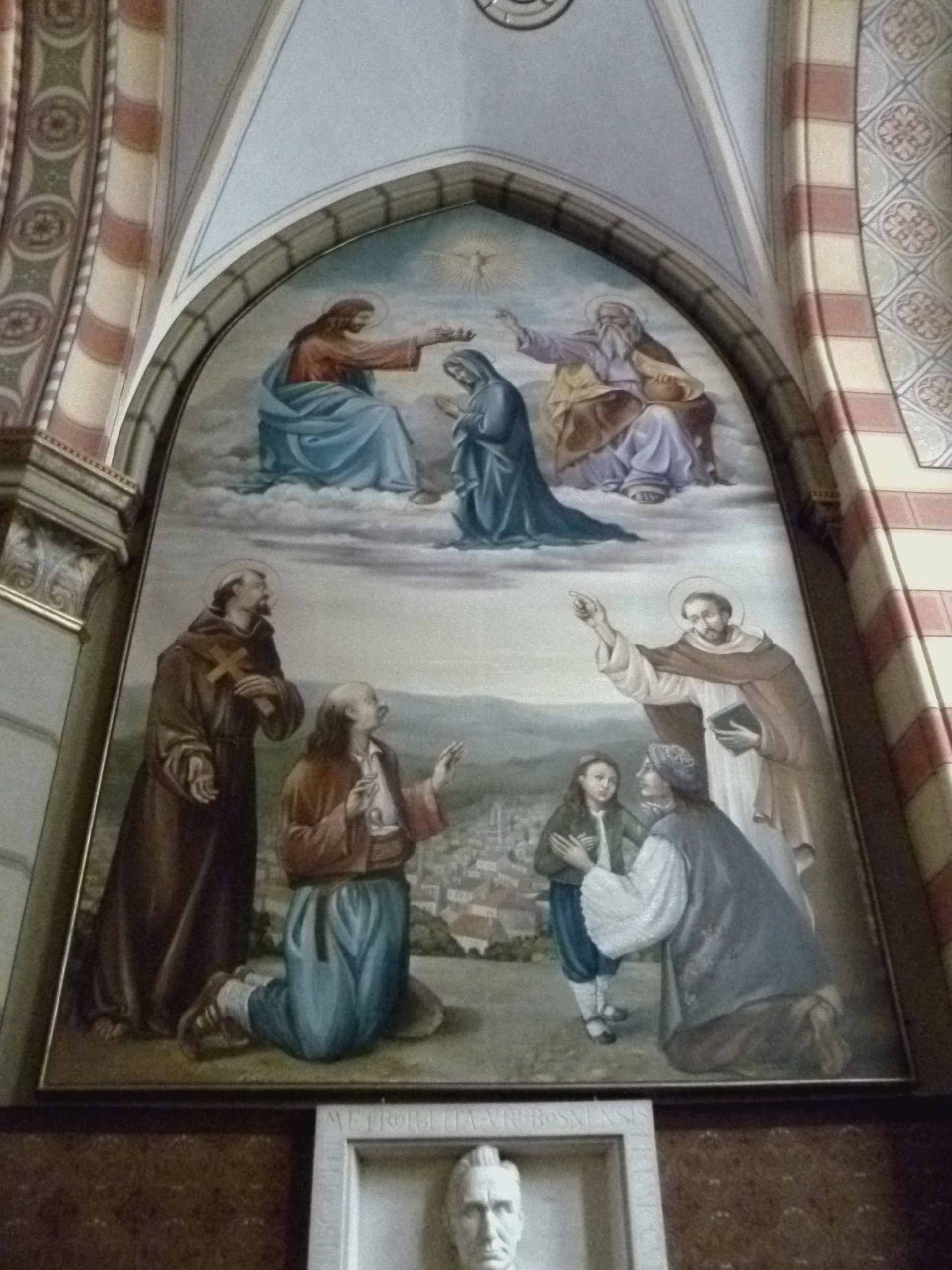
アレキサンダー・マキシミリアン・ザイツ作の教会の壁画、サラエボ聖堂の壁画

アレクサンダー・マクシミリアン・ザイツ（Alexander Maximilian Seitz、1811年 - 1888年4月18日）は、ドイツの画家である。ナザレ派の画家のスタイルを継承した画家である。

## 略歴
ミュンヘンで版画家のヨハン・ザイツ(Johann Baptist Seitz)の息子に生まれた。12歳になった1923年にミュンヘン美術院に入学し、ペーター・フォン・コルネリウス(1783-1867)やハインリヒ・マリア・フォン・ヘス(1798-1863)に学んだ。18歳の時出展した作品で注目され、ミュンヘンの教会(Allerheiligenkirche)に師匠のヘスのデザインした壁画を描いた。1835年にペーター・フォン・コルネリウスに従って、ローマに移った。ローマではヨハン・フリードリヒ・オーファーベック(1789-1869)のもとで働き、ガンドルフォ城の壁画制作を手伝った。
ローマに定住し、ザクセン王国の臨時代理大使も務める画家のエルンスト・プラトナー(Ernst Zacharias Platner)の娘と結婚し、息子のルドヴィコ・ザイツ(1844-1908)が生まれた。ルドヴィコ・ザイツは、ローマで画家として働き、バチカン美術館の館長を務めた。
ナザレ派の画家のコルネリウスやオーファーベックのスタイルを継承し、宗教画を描いた。現在のクロアチアのジャコヴォの聖堂の壁画をオーファーベックや息子のルドヴィコ・ザイツとともに制作した。
、

## 作品

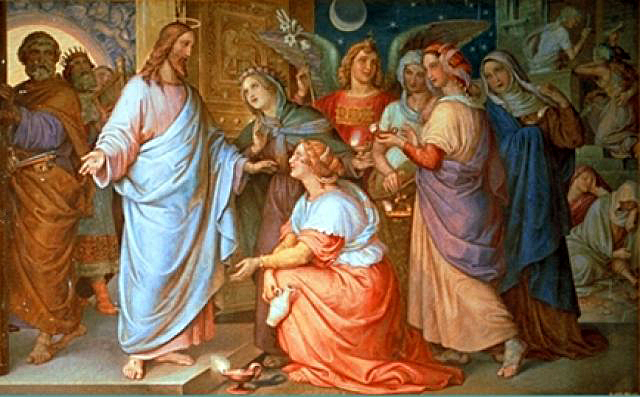
賢い乙女と愚かな乙女
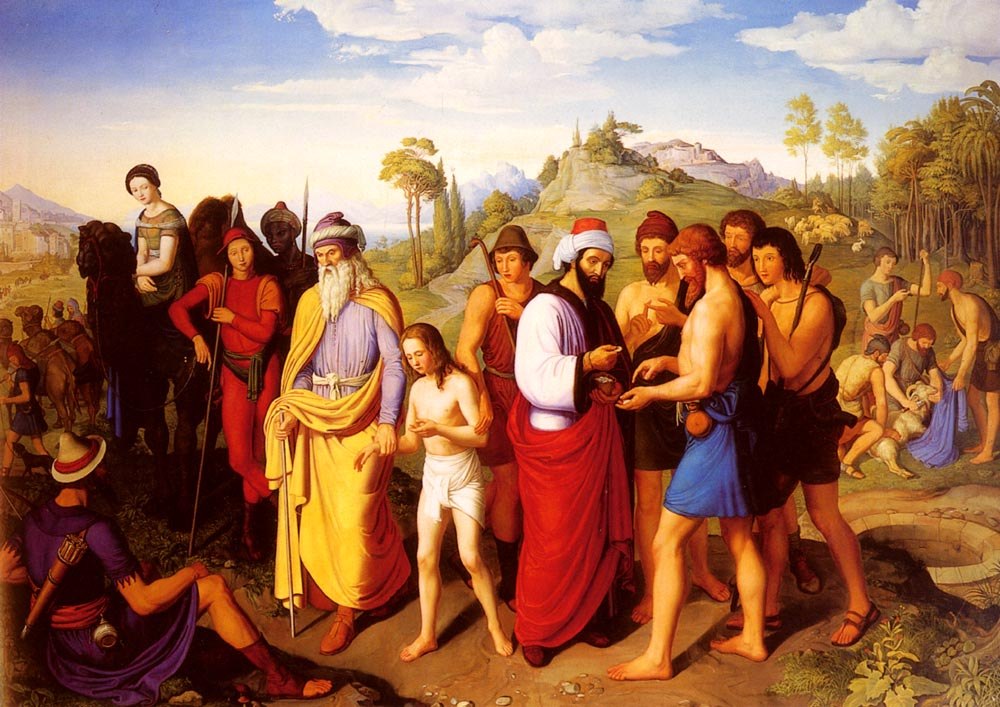
奴隷に売られるヨセフ